# Ben Falcone
Benjamin Scott "Ben" Falcone (Carbondale, 25 augustus 1973) is een Amerikaanse acteur, komiek en filmmaker. Hij is getrouwd met actrice Melissa McCarthy, met wie hij twee kinderen heeft. Hij speelde bijrollen in  of McCarthy's films Bridesmaids, Identity Thief, en The Heat, speelde een van de hoofdrollen in What to Expect When You're Expecting en Enough Said. Tammy, zijn regiedebuut met McCarthy in de hoofdrol, werd uitgebracht 2014.

## Privéleven
Falcone trouwde met zijn jeugdliefde, actrice Melissa McCarthy, op 8 oktober 2005. Het stel heeft twee dochters.

## Filmografie

### Films
- The Nines (2007) - zichzelf
- Bridesmaids (2011) - Air Marshall John
- What to Expect When You're Expecting (2012) - Gary Cooper
- Identity Thief (2013) - Tony
- The Heat (2013) - Blue-collar Man
- Enough Said (2013) - Will
- Bad Words (2013) - Pete Fowler
- Tammy (2014) - Keith Morgan. Hij was ook de regisseur en de schrijver
- Spy (2015) - Amerikaanse tourist
- The Boss (2016) - Regisseur, producer en schrijver
- Thor: Love and Thunder (2022) - Asgardiaanse Toneelmanager (cameo)

### Televisie
- 2003: Gilmore Girls (1 episode) Fran's Lawyer, Seizoen 3 Aflevering 20
- 2004-2006: Joey (17 afleveringen)
- 2012 Don't Trust the B---- in Apartment 23
- 2010: Bones (1 aflevering)
- 2011–2012: The Looney Tunes Show (Schrijver, 14 afleveringen, stem van Henery Hawk, 2 afleveringen)
- 2012: Up All Night (1 aflevering)
- 2012: Happy Endings (1 aflevering)
- 2013: Go On (1 aflevering)
- 2014: New Girl (2 aflevering)
- 2014: A to Z (6 afleveringen)

- Bibsys: 15007447
- Biblioteca Nacional de España: XX5573050
- Bibliothèque nationale de France: cb169748721 (data)
- Gemeinsame Normdatei: 1067412891
- International Standard Name Identifier: 0000 0004 2850 821X
- Library of Congress Control Number: no2014017830
- MusicBrainz: 07554897-cfe1-44c1-a451-cbb3a9ea6b08
- Nationale Bibliotheek van Tsjechië: xx0203598
- Nationale Bibliotheek van Israël: 987007392028805171
- Nederlandse Thesaurus van Auteursnamen: 405066058
- Réseau des bibliothèques de Suisse occidentale: 02-A027733691
- Système universitaire de documentation: 241518105
- Virtual International Authority File: 307172868
- WorldCat: E39PBJmXKDGYWVdhQfMXyJMF8C